# Fluidizálás
A fluidizálás vagy fluidizáció (ritkán magyarítva megfolyósítás, angolul fluidization, vagy fluidisation, németül Wirbelschicht, szó szerint örvény-réteg) a vegyiparnak egyik egyre fontosabbá váló művelete, ami egy szilárd, pulverizált, vagyis porrá tört anyagnak egy forrásban levő folyadékhoz hasonló állapotba tételét, illetve homogén diszperzió alakjában való tartását jelenti egy folyékony (angolul fluid, vagyis gáz, illetve folyadék halmazállapotú) anyag alulról való bevezetésével (befúvatással, vagy befecskendezéssel) végzett kavarásával.
A művelet (ami technikának is nevezhető) arra szolgál, hogy egy szilárd halmazállapotú reagenset közeli kontaktusba lehessen hozni egy folyékony reagenssel, vagy két folyékony reagens közötti katalizátorral elősegített kémiai reakciót szemcsézett katalizátorral fluidizált állapotban meg lehessen gyorsítani. Fluidizálás azonban használható nemcsak kémiai, de fizikai célokra is, például nedves szemcsés anyag szárítására, valamint szemcsés anyag folyamatos, csőrendszerbeni szállítására is.
A művelet katalizátoros alkalmazási területén a fluidizált katalizátor ágy kifejezés is használatos, ami egy szemcsézett, vagy porból álló katalizátor ágy lebegtetett állapotban való tartására hivatkozik. A fluidizáló közeg bevezetésével először az ágy pórusain haladva nem mozgatja meg az ágyat, de az áramlási sebesség növelésével az mozgásba jön, és fluidizált állapot beállásához vezet, ami térfogatsűrűség csökkenésével jár. Ebben az állapotban a keverék folyadékként viselkedik, benne a nagyobb fajsúlyú anyagok süllyednek, az alacsonyabb fajsúlyúak lebegnek. Az áramlási sebesség további növelésével a szemcsés anyag egy részét a fluidizáló közeg magávalragadja, és azzal a fluidizáló készülékből eltávozik. Ez ciklonos elválasztással visszanyerhető.

## Története
A fluidizáció feltalálását Fritz Winklernek tulajdonítják, aki egy kokszszemcséket tartalmazó tégelybe alulról gáznemű égéstermékeket fúvatott be, és a részecskék lebegtetését észlelte, a körülményekről méréseket hajtott végre, az eljárást szabadalmaztatta és iparban használható méretű szénelgázosító fluidizálóberendezést tervezett és épített.
Az elv elgázosítás helyett elégetésre való használata Douglas Elliot ötlete volt Nagybritanniában, amit a 60-as években a Central Electricity Generation Laboratory fejlesztett ki. Később az Egyesült Államok és a Kínai Népköztársaság is épített fluidizált betáplálást használó erőműveket. Fluidizálás biomassza (rizshánt) erőmű tözelőanyagos használatra először 1982-ben került sor Indiában.
Circulating fluidized bed (vagyis visszacirkulált fluidágyas) technológiát Warren Lewis és Edwin Gilliland használta először a Massachusetts Institute of Technology (MIT) intézetében 1938ban ami azóta széles körben elterjedt.
Fluidizálásnak azóta egyéb alkalmazási területeket is találtak;
Magyarországon munka ezen a téren 1950-ben kezdődött.

## Alkalmazási területek
Fluidizálás nemcsak egy vegyiparban használt művelet, hanem hasznos laboratóriumi eljárás is.
A fluidizálás alkalmazásának egyik példája szintézisgáz előállítása biomasszából, egy másik példa az alul ábrázolt német erőműben történő alkalmazása.
Két toronyból álló rendszert használ a petrolkémiában alkalmazott Fluid Catalitic Cracking (FCC) process, vagyis Fluid katalitikus krakkolás (vagy fluidizált ágyas katalitikus krakkolás) folyamata, ami a katalitikus krakkolás mozdulatlan ágyas változatánál sokkal hatásosabb. Az egyik torony a krakkolási folyamatra szolgál, a másik a szemcsés katalizátor regenerálására. Ciklonos elválasztással távolítják el folyamatosan a használt katalizátort a krakkoló torony tetejéről távozó áramból, amit a regeneráló toronyba táplálnak be, a regenerált katalizátort pedig a regeneráló torony tetejéről távozó áramból ugyancsak ciklonos elválasztása után a krakkoló toronyba.

## Jegyzetek

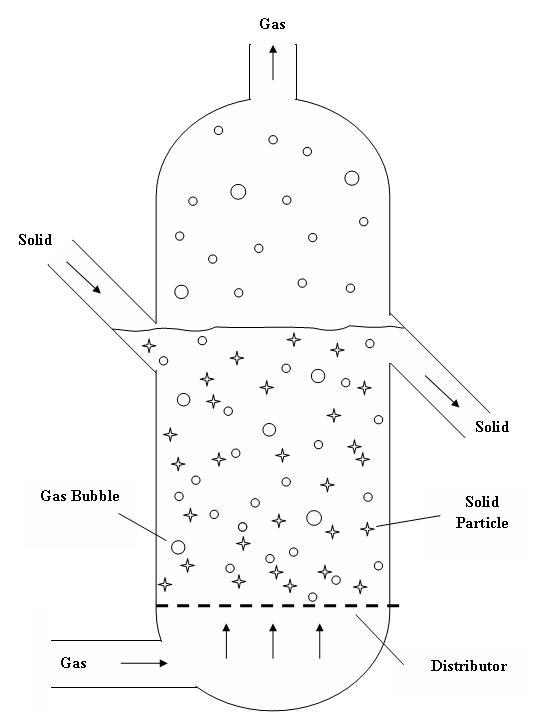
Egy fluidizálótorony ábrája

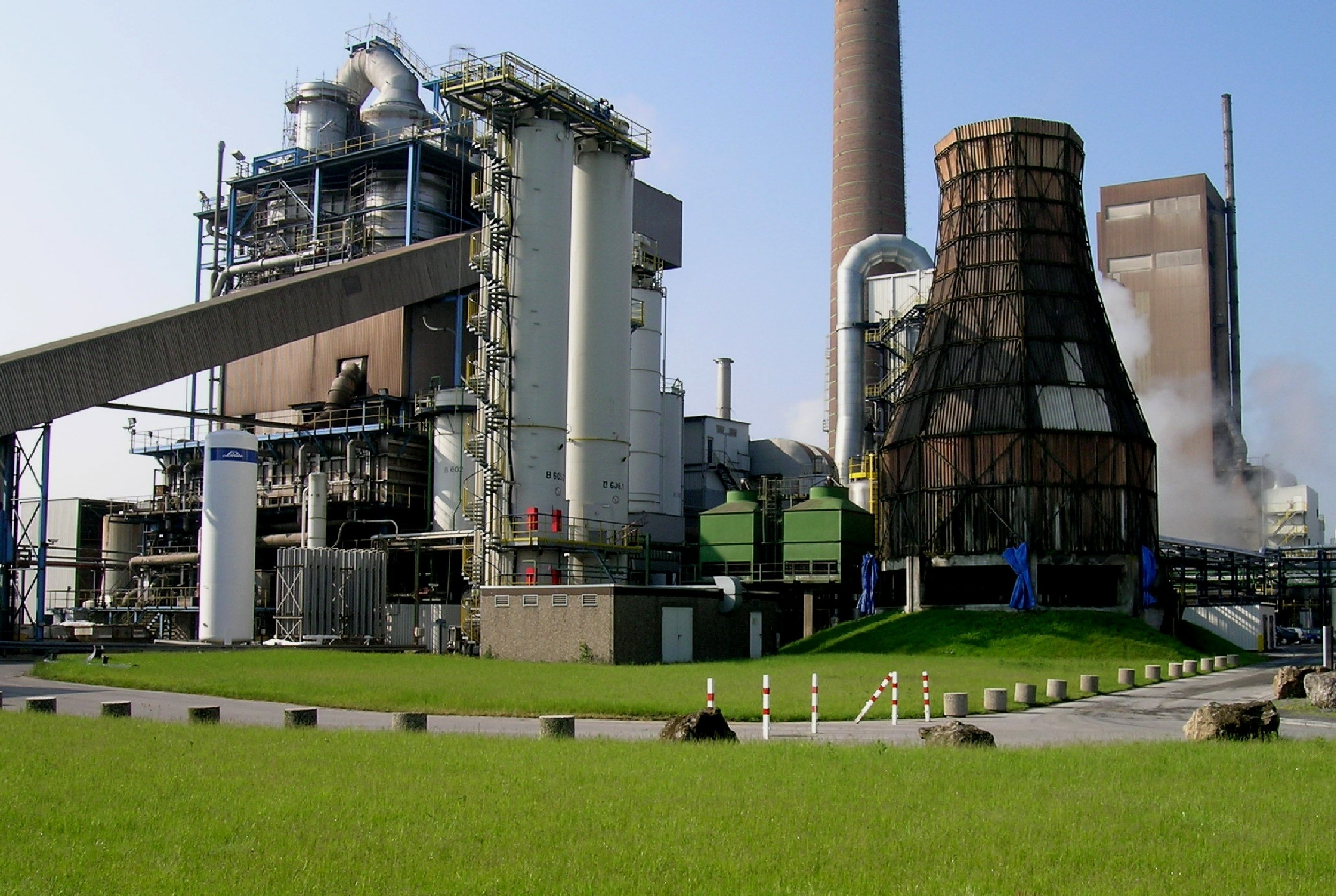
A legrégebbi Lüneni Lippewerk erőműnél használt cirkulációs fluidizálóberendezés